# International Society for Augmentative and Alternative Communication
Die International Society for Augmentative and Alternative Communication (Kurzform: ISAAC) ist eine seit 1983 aktive internationale Vereinigung, die es sich zum Ziel gesetzt hat, Unterstützte Kommunikation für alle Menschen zugänglich zu machen, die nicht über eine effektive Lautsprache verfügen. Die Vereinigung dient als Netzwerk, Austausch- und Informationsforum sowie als Basis für weltweite Forschungsbemühungen. 

## Geschichte
ISAAC wurde 1983 in Toronto, Kanada, von Fachleuten aus sieben Ländern gegründet. Inzwischen gehören dem Verein über 3600 Mitglieder in mehr als 62 Ländern an. In 14 Ländern, darunter Deutschland, haben sich nationale ISAAC-Gruppen (so genannte chapters) gebildet. Zu den Mitgliedern von ISAAC gehören betroffene Menschen mit ihren Familien sowie Fachleute aus verschiedenen Disziplinen, z. B. der Pädagogik, der Sprachtherapie, der Ergotherapie und Krankengymnastik, der Psychologie, der Medizin und der Computertechnologie. ISAAC-international führt u. a. alle zwei Jahre eine Fachtagung mit anschließendem Forschungssymposium durch, die beide von einer internationalen Teilnehmerschaft besucht werden und in der Fachwelt große Beachtung finden. 

## Deutschsprachige Sektion
Die deutschsprachige Sektion von ISAAC (ISAAC-German speaking countries) wurde 1990 ins Leben gerufen und nennt sich auch „Gesellschaft für Unterstützte Kommunikation“. Sie stellt mit über 1700 Mitgliedern aus Deutschland, Österreich und der Schweiz heute weltweit das größte Chapter von ISAAC. Die deutschsprachige Sektion von ISAAC fördert die Entwicklung der Unterstützten Kommunikation auf vielfältige Weise:
- organisiert Fortbildungen
- entwickelt Fortbildungsstandards
- bildet Referenten aus
- führt alle zwei Jahre eine nationale Fachtagung durch
- gibt die vierteljährlich erscheinende Fachzeitschrift „Unterstützte Kommunikation“ heraus
- publiziert Tagungsreader
- führt Elternstammtische und Elterntreffen durch
- organisiert Treffen unterstützt kommunizierender Menschen
- bildet unterstützt Kommunizierende als Co-Referenten aus
- unterstützt Forschungsvorhaben
- verleiht Auszeichnungen (Paul-Goldschmidt-Preis für unterstützt Kommunizierende und einen Forschungspreis)